# Cybaeus tsurusakii
Espèce
Cybaeus tsurusakii est une espèce d'araignées aranéomorphes de la famille des Cybaeidae.

## Distribution
Cette espèce est endémique de Honshū au Japon,. Elle se rencontre dans les préfectures de Hiroshima, de Shimane et d'Okayama.

## Description
Le mâle holotype mesure 3,5 mm et la femelle paratype mesure 3,4 mm.

## Étymologie
Cette espèce est nommée en l'honneur de Nobuo Tsurusaki.

## Publication originale
- Ihara, 1993 : Five new small-sized species of the genus Cybaeus (Araneae: Cybaeidae) from the Chugoku District, Honshu, Japan. Acta Arachnologica, vol. 42, no 2, p. 115-127 (texte intégral).